# Ti Solèy Leve

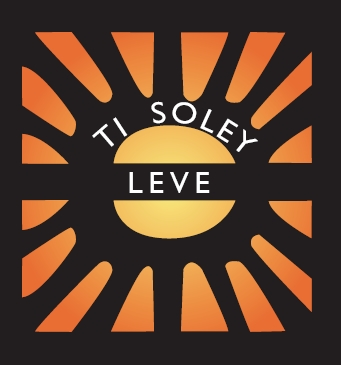
Logo van 'Ti Solèy Leve'

Ti Solèy Leve is een educatief vormings- en documentatiecentrum opgericht door de ontwikkelingswerker Jeannine De Beleyr in 1998 in het dorp Akil Samdi, departement Fòlibète, Haïti. Het centrum zorgt voor werkgelegenheid in het onderwijs, de huishouding, de beveiliging en het onderhoud van de gebouwen en terreinen. 'Ti Solèy Leve' verwijst naar de prille opkomende zon. 

## Doelstellingen
- Onderwijs voor elk kind:

Met pedagogisch verantwoord materiaal, via co-financiering en partnerschap, worden gepaste concepten uitgevoerd voor kleuter-, lager- en secundair onderwijs en krijgen nieuwe onderwijsmodellen volop kansen, geënt op het Haïtiaans nationaal leerprogramma.
- Recht op gezondheidszorg

TSL ondersteunt het dispensarium in Akil Samdi, betere gezondheidszorg voor moeder en kind, familieplanning, noodhulp bij extreme honger, cholera en covid-19 preventie.
- Belang van een duurzaam leefmilieu

Via acties die aansluiten op lokale behoeften wordt de plaatselijke bevolking gesensibiliseerd om op te komen voor natuurbehoud en gemeenschapsontwikkeling.

## Externe Link
Ti Solèy Leve